# Волянська сільська рада (Старосамбірський район)
Волянська сільська рада — орган місцевого самоврядування у Старосамбірському районі Львівської області. Адміністративний центр — село Воля.

## Загальні відомості
Волянська сільська рада утворена в 1939 році. Територію ради протікає річка Крем'янка.

## Історія
Сільська рада до 1950 мала назву Воля Коблянська сільська рада.

## Населені пункти
Сільській раді підпорядковані населені пункти:
- с. Воля

## Склад ради
Рада складається з 12 депутатів та голови.

### Керівний склад попередніх скликань
| ПІБ                        | Основні відомості                                                 | Дата обрання | Дата звільнення |
| -------------------------- | ----------------------------------------------------------------- | ------------ | --------------- |
| Фасоляк Ореста Ярославівна | Сільський голова, 1964 року народження, освіта вища               | 26.03.2006   | 31.10.2010      |
| Фасоляк Ореста Ярославівна | Сільський голова, 1964 року народження, освіта вища, позапартійна | 31.10.2010   | 15.11.2015      |

Примітка: таблиця складена за даними джерела